# Henri Détailleur
Henri Détailleur, né le 22 novembre 1890 à Wasquehal (Nord) et mort le 6 août 1958 dans la même ville, est un homme politique et résistant français.
Tout d'abord soldat de la Première Guerre mondiale où il prend part dans les unités de l'Armée française d'Orient sous les ordres de Louis Franchet d'Espèrey, il devient maire de Wasquehal de 1921 à 1944 et député de 1928 à 1932.
Pendant la Seconde Guerre mondiale, il est résistant dans les rangs du mouvement Voix du Nord sous les ordres de Jules Noutour.

## Biographie

### Origine familiale
Henri Détailleur est le fils de Léon Joseph Détailleur (1856-1907), employé et d'Uranie Angélique Quesnoy (1856-1939), épicière. Son arrière grand-père est Jean-Baptiste Détailleur, général de brigade, ancien soldat au 1er régiment de dragons pendant la révolution française et chevalier de la Légion d'honneur qui a créé un cabaret en 1830 qui sera renommé Estaminet du Dragon, au Port du Dragon à Wasquehal.

### Première guerre mondiale
Il participe à la Première Guerre mondiale, en Serbie, lors de la libération de cette dernière sous Pierre Ier. Il prend part dans les unités de l’Armée d’Orient (1916-1918) qui, aux ordres du général d’armée Louis Franchet d'Espèrey, provoquent en septembre 1918, l’effondrement du front germano-bulgare, la défaite de la Bulgarie, la reconquête de la Serbie et de la Roumanie, puis l’envahissement de l’Autriche-Hongrie.

### Carrière politique
Sous l'étiquette de l'Union républicaine, il entre en 1919 au conseil municipal de Wasquehal et épouse le 7 avril 1920 à Wasquehal Léa Lejeune. Avec cette dernière, il est cafetier dans l'établissement Au Centre puis aux Bains-Douches. En 1921, il est élu maire de Wasquehal au sein de l'Alliance démocratique. Il devient conseiller d'arrondissement de Roubaix-Ouest en 1928, mais ne fut pas réélu au renouvellement de 1931.
Il est député dans la Huitième circonscription de Lille, lors des élections législatives de 1928. Il est en en ballottage et l'emporte contre Jean-Baptiste Lebas et Florimond Bonte. Il avait rallié les suffrages de ses électeurs en se posant comme le candidat d'union nationale, en défenseur de la paix et en s'engageant à soutenir tout ministère d'union nationale, qui, à l'image du gouvernement Raymond Poincaré, entend poursuivre l'œuvre de redressement économique et financier de la France. Il veut combattre la propagande révolutionnaire, demande la stricte application du Plan Dawes, la collaboration du travail et du capital, la mise en œuvre d'une politique sociale et familiale et, en matière financière, se montre énergiquement anti-inflationniste. Son activité à la Chambre des députés, où il siégea parmi l'Alliance démocratique, se manifesta surtout dans les commissions, spécialement dans celle d'assurance et de prévoyance sociales, en 1928, et dans celle des régions libérées en 1931. Il ne se représenta pas aux élections générales de 1932, se consacrant à la mairie de Wasquehal. La loi du 16 novembre 1940 relative à la réorganisation des corps municipaux, maintient Henri Détailleur dans son poste de maire de la ville.

### Seconde Guerre mondiale
Pendant l'occupation, il prend part à la résistance dans les rangs du mouvement Voix du Nord.
Organisé autour d'un journal, Voix du Nord, le mouvement de résistance tente de fédérer les différents groupes de résistance de la zone interdite. Jules Noutour, policier et syndicaliste lillois, est le principal instigateur de ce mouvement. Avec lui, un groupe d'hommes d'horizons divers constituent le noyau de Voix du Nord, parmi lesquels l'ancien maire catholique social de Bailleul, Natalis Dumez, Georges Vankemmel, pharmacien à Armentières, René Decock, Lionel Alloy, Jules Houcke, Marcel Houcke, André Dammarez, Charles Bertrand, Jules Obin, Albert van Volput. Le réseau fera paraître 66 numéros de son journal clandestin, d'avril 1941 au 5 septembre 1944. Pierre Houriez, chef d'un réseau d'évasion et Pierre Deshayes, envoyé par Londres, sont les principaux responsables de sa diffusion.
Pendant la guerre, le journal le Grand Écho du Nord, collabore avec l'Allemagne nazie et à la libération, on juge ses dirigeants avec beaucoup de clémence. Les locaux et l’imprimerie du Grand Écho sont repris par La Voix du Nord et les anciens journalistes et cadres du Grand Écho du Nord travailleront à sortir le journal la Voix du Nord en kiosque. Pour les membres du journal issus de la résistance et notamment ses deux fondateurs qui ne sont pas encore rentrés de déportation en février 1945, cela devient de la trahison de pseudo-résistants.

### Retrait de la vie politique
Il est remplacé en 1944 par le Comité de libération nationale mené par Paul Marquilly. Il abandonne complètement la vie publique et décède subitement à l'âge de 67 dans sa maison de Wasquehal. Il repose dans le cimetière du Plomeux à Wasquehal avec son épouse Léa Lejeune décédée en 1957.

## Actions à la mairie de Wasquehal
Sous les mandats successifs d'Henri Detailleur, se sont créées différentes infrastructures, associations et actions caritatives.
Lors de son premier mandat (1921-1925), création du corps de sapeurs-pompiers de Wasquehal et Flers-Breucq (1922), reconstruction des ponts des écluses de Wasquehal et du pont-levis de Croix-Wasquehal (1923), création du monument aux morts de la première guerre mondiale (1923), création du carré militaire au cimetière du centre (1923), création du Cercle Bourloire Saint-Nicolas (1924), création de l’Union Sportive de Wasquehal (1924) et création du nouveau patronage Saint-Joseph (1924). 
Lors de son deuxième mandat (1925-1931), création de la Cité de la Paix dans le quartier du centre (1925), création de l'aérium de Wasquehal (1927), création des lotissements des Chalets, rue Delerue et rue Charles Preux (1928), création de l'école Saint-Edmond (1929) et création du quartier du Sart (1930).
Lors de son troisième mandat (1931-1937), création du stade municipale (1931), création du club d’aéronautique au Capreau (1932), création du cinéma du Capreau au patronage de l’église Saint-Clément (1933), création du nouveau patronage de la paroisse Saint-Clément à Wasquehal (1934), création du groupe scolaire Lefèbvre-Malfait dans le quartier du Centre (1936), création du château d'eau pour l'arrivée d'eau potable dans le quartier du Capreau (1936) et création de la salle de gymnastique Saint-Clément du Capreau (1937).
Lors de son quatrième mandat (1937-1944), création de la guinguette du Capreau (1938), création de la salle des fêtes de Wasquehal-Centre, futur salle Pierre Herman (1939), création du Football Club de Wasquehal au Capreau (1940), création des jardins ouvriers (1941) et création d'une prison (1941).

## Détail des fonctions et mandats
- 25 mars 1921 - 4 avril 1944 : maire de Wasquehal (Nord)
- 21 juin 1928 - 21 juin 1931 : conseiller d'arrondissement de Roubaix-Ouest
- 21 juin 1928 - 22 juin 1932 : député du Nord

## Distinctions et décorations
- Médaille commémorative
- Médaille commémorative d'Orient
- Médaille interalliée 1914-1918
- Médaille Commémorative de la Guerre pour la Libération et l'Unité (médaille de Serbie)

## Sources
- « Henri Détailleur », dans le Dictionnaire des parlementaires français (1889-1940), sous la direction de Jean Jolly, PUF, 1960 [détail de l’édition]